# Schönwolder Moor
Schönwolder Moor este o arie protejată (arie specială de conservare — SAC, sit de importanță comunitară — SCI) din Germania întinsă pe o suprafață de 144 ha, integral pe uscat.

## Localizare
Centrul sitului Schönwolder Moor este situat la coordonatele 53°38′01″N 11°02′09″E / 53.6336°N 11.0358°E.

## Înființare
Situl Schönwolder Moor a fost declarat sit de importanță comunitară în aprilie 1998 pentru a proteja 1 specie de animale. Situl a fost protejat și ca arie specială de conservare în august 2016.

## Biodiversitate
Situată în ecoregiunea continentală, aria protejată conține 2 habitate naturale: Mlaștini oligotrofe degradate, capabile încă de regenerare naturală, Păduri de fag Asperulo-Fagetum.
La baza desemnării sitului se află o specie protejată de  nevertebrate: libelule (Leucorrhinia pectoralis)